# Machilus salicoides
Machilus salicoides är en lagerväxtart som beskrevs av Shu Kang Lee. Machilus salicoides ingår i släktet Machilus och familjen lagerväxter. Inga underarter finns listade i Catalogue of Life.